# Gräddfil

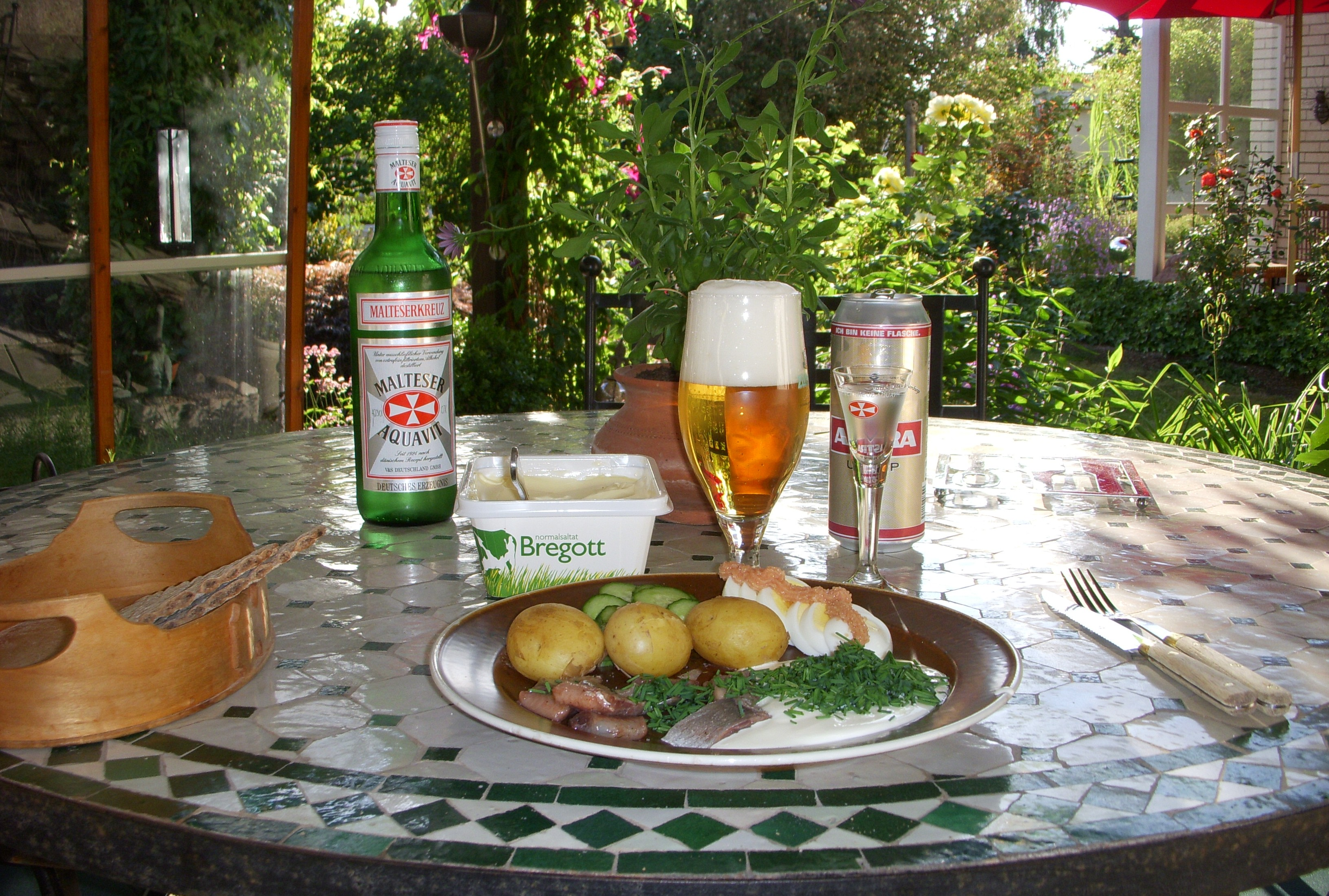
Matjessill, färskpotatis, ägg och gräddfil.

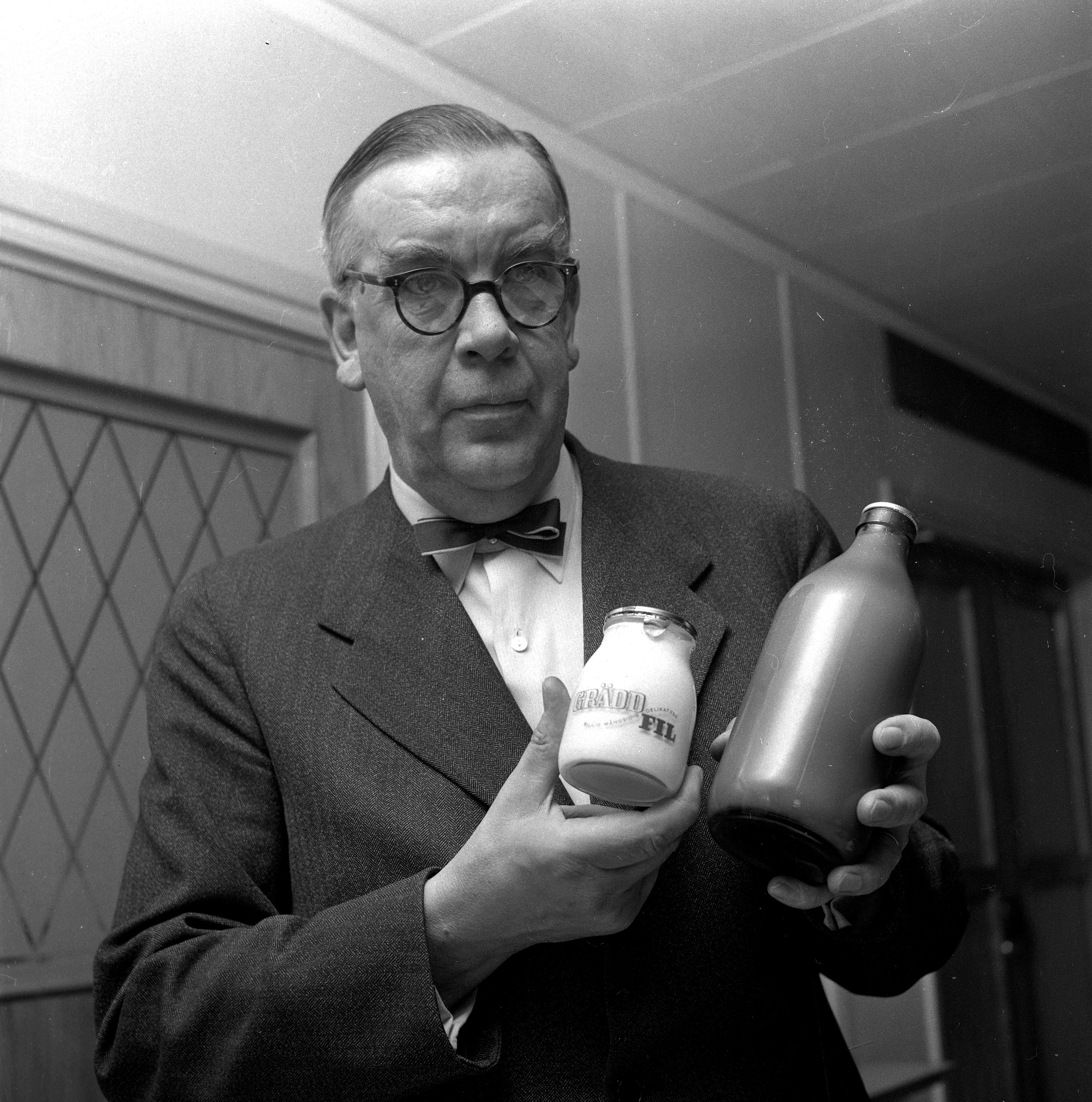
En man på Mejeriföreningens visar upp den nya produkten gräddfil, 11 juni 1958. Han håller även en brun flaska med vanlig filmjölk.

Gräddfil är en mjölkprodukt, normalt med 12 % fetthalt, som homogeniserats, pastöriserats och sedan syrats med en syrningskultur. Gräddfil i den betydelsen finns belagt i svenska språket sedan 1949. När gräddfilen provlanserades i Sverige kallades den sur grädde, som en direktöversättning av engelska sour cream.
Gräddfilen började användas i Sverige i början av 1950-talet. Liknande produkter var vanliga i bland annat Östeuropa. I Sverige ansågs den främst höra till sommaren, särskilt till midsommarens matjessill, där den påminde om gamla tiders johannesfil. Från 1970-talet blev det vanligt att använda den året runt, främst som tillbehör till sill och potatis, även vid andra högtider som på julens julbord, samt som bas för kalla såser, dressingar och dipp, men även till varma rätter och efterrätter.

## Annan betydelse
Gräddfil används även vardagligt och skämtsamt i betydelsen snabbväg för privilegierade personer eller fordon.